# Oracle Linux
Oracle Linux (OL, früher als Oracle Enterprise Linux bekannt) ist eine Linux-Distribution, die von der Firma Oracle seit Ende 2006 gepackt und frei verteilt wird. Diese steht teilweise unter der GNU General Public License. Sie wurde aus der Red-Hat-Enterprise-Linux-Quelle (RHEL) zusammengestellt (Quellcode), wobei das Red Hat-Branding durch das von Oracle ersetzt wurde. Es wird auch von Oracle Cloud und Oracle Engineered Systems wie Oracle Exadata und anderen verwendet.
Potenzielle Benutzer können Oracle Linux nach einer Registrierung über den E-Delivery-Service von Oracle (Oracle Software Delivery Cloud) oder von verschiedenen Spiegel-Sites kostenlos herunterladen und kostenlos bereitstellen und verteilen. Das Oracle Linux Support-Programm des Unternehmens zielt darauf ab, kommerziellen technischen Support bereitzustellen, der Oracle Linux und vorhandene RHEL- oder CentOS-Installationen abdeckt, jedoch ohne vorherige Zertifizierung (d. h. ohne Neuinstallation oder Neustart). Bis 2016 hatten über 15.000 Oracle Linux Kunden das Support-Programm abonniert.